# Odelzhausen
Odelzhausen là một thị xã và đô thị ở phía tây vùng "Dachau" (Thượng Bayern). Đô thị này có diện tích 30,48 km2, dân số cuối năm 2006 là 4174 người. Đô thị Odelzhausen gồm 14 làng:

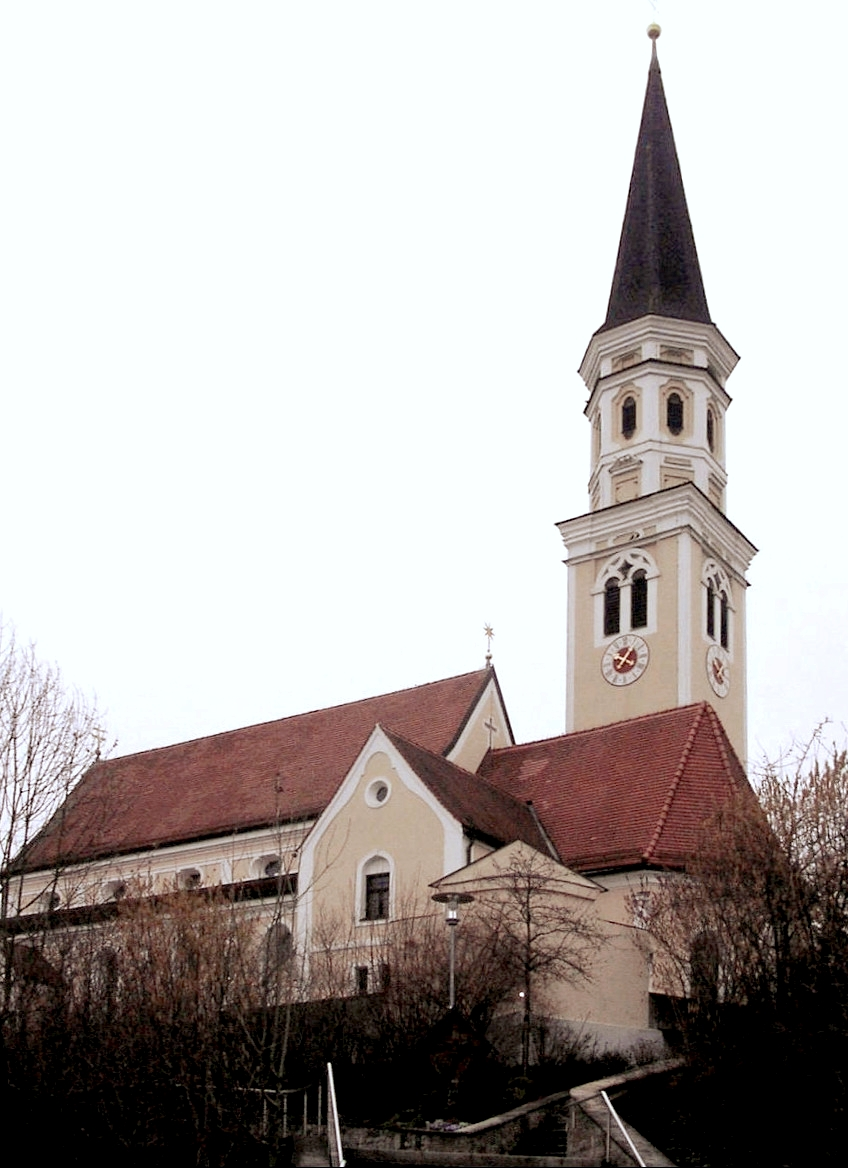
St. Benedikt Odelzhausen

- Dietenhausen
- Ebertshausen
- Essenbach
- Gaggers
- Hadersried
- Höfa
- Lukka und Todtenried
- Miegersbach
- Roßbach
- Odelzhausen
- St. Johann
- Sittenbach
- Sixtnitgern
- Taxa